# Bolcmanov mozak
U misaonim eksperimentima u fizici, Bolcmanov mozak je naziv za samosvesni entitet koji nastaje usled izuzetno retkih nasumičnih fluktuacija iz stanja termodinamičke ravnoteže. Na primer, u homogenoj njutnovskoj supi, svi atomi se, teoretski čistom slučajnošću, mogu odbiti i međusobno spojiti na takav način da formiraju funkcionalan ljudski mozak (mada bi za ovo, u proseku, bilo potrebno mnogo više vremena od trenutnog životnog veka Svemira).
Ova ideja je dobila naziv po austrijskom fizičaru Ludvigu Bolcmanu (1844-1906), koji je 1896. objavio teoriju koja kaže da se se opaža da se Svemir nalazi u malo verovatnom stanju neravnoteže, jer samo kada se takva stanja nasumično jave, mogu postojati mozgovi koji su svesni Svemira. Fatalni nedostatak hipoteze "Bolcmanovog svemira" je taj da su najčešće toplotne fluktuacije veoma blizu ravnoteže uopšte; prema tome, po svakom razumnom kriterijumu, ljudske mozgove u Bolcmanovom svemiru sa mnoštvom susednih zvezda brojem bi daleko nadmašili "Bolcmanovi mozgovi" koji egzistiraju sami u praznom svemiru.
Bolcmanovi mozgovi su dobili nov značaj oko 2002. godine, kada su neki kosmolozi postali zabrinuti da, u mnogim postojećim teorijama o Svemiru, ljudske mozgove u trenutnom Svemiru brojem daleko nadmašuju Bolcmanovi mozgovi u budućem Svemiru, koji imaju potpuno iste percepcije kao i mi; ovo vodi ka apsurdnom zaključku da smo mi onda verovatno Bolcmanovi mozgovi. Takav argument reductio ad absurdum ponekad se koristi kao kontraargument određenim teorijama Svemira. Kada se primene na skorašnje teorije o multiverzumu, argumenti Bolcmanovog mozga predstavljaju deo nerešenog problema merenja u kosmologiji.